# ABC-öarna

Aruba, Curaçao och Bonaire längst ner till vänster, på en karta över Små Antillerna.

ABC-öarna (nederländska: ABC-Eilanden, papiamento: Islanan ABC) är en benämning på de tre karibiska öarna Aruba, Bonaire och Curaçao. De tillhör Nederländerna och ligger norr om Venezuelas kust, utanför delstaten Falcón.

## Historia
Aruba upptäcktes 6 juli 1499 av den spanske sjöfararen Alonso de Ojeda och gavs då namnet Oro Hubo.
Bonaire upptäcktes 6 september 1499 av den spanske sjöfararen Alonso de Ojeda under en expedition ledd av Amerigo Vespucci och gavs då namnet Isla de Palo Brasil.
Curacao upptäcktes 26 juli 1499 av den spanske sjöfararen Alonso de Ojeda och gavs då namnet Isla de los Gigantes (Jättarnas ö).

## Geografi
Området tillhör Öarna under vinden och är de västligaste öarna i de Små Antillerna.
Området består av Aruba (papiamento: Aruba), Bonaire (papiamento: Boneiru) och Curaçao (papiamento: Korsou).
Alla tre öarna tillhör Konungariket Nederländerna, där både Aruba och Curaçao har en självständig status, medan Bonaire är en kommun som tillhör Nederländerna.